# La Estación (Coreses)
La Estación es una localidad del municipio de Coreses, en la provincia de Zamora, comunidad autónoma de Castilla y León, España. Se encuentra a poco más de un kilómetro de la localidad de Coreses, circulando por la carretera provincial ZA-711.
Hasta abril de 2012 hubo una estación de tren, la cual fue derribada para dejar paso a la plataforma de vía del AVE. En esta localidad se encuentra el Hotel Convento I.

## Demografía
La población de La Estación ha fluctuado entre los 25 y 50 habitantes desde que existen registros.
| Evolución de la demografía de La Estación entre 2000 y 2017      |                                                                  |
| ---------------------------------------------------------------- | ---------------------------------------------------------------- |
| Gráfico no disponible temporalmente debido a problemas técnicos. |                                                                  |
| Fuente:Instituto Nacional de Estadística                         |                                                                  |
| Gráfica elaborada por: Wikipedia                                 |                                                                  |
|                                                                  | Gráfico no disponible temporalmente debido a problemas técnicos. |